# Punkbuster
PunkBuster är ett program utvecklat av amerikanska Even Balance, Inc.. Programmet används tillsammans med datorspel såsom America's Army och Battlefield-serien för att bland annat upptäcka fuskprogram på spelarens dator vid onlinespel. Programmet scannar igenom datorn efter tredjepartsprogram som för tillfället körs och ligger på RAM-minnet, och som ger spelaren ofördelaktiga fusk i ett spel, till exempel Battlefield 4. Om Punkbuster hittar ett fuskprogram på en dator så stänger den ner spelet och ger spelaren en varning om att otillåtna drivrutiner finns på datorn. Om användaren/spelaren inte fixar det så får den en GUID ban och datorns hårdvara blockeras från att köra spel där Punkbuster är integrerat. Det går dock att komma runt en hardware ban genom att ändra datorns id.